# Africada lateral alveolar sorda
La africada lateral-alveolar sorda es un sonido consonántico cuyo símbolo en el Alfabeto Fonético Internacional es [t͡ɬ] (a menudo simplificado como ⟨tɬ⟩).

## Características

La zona de articulación de la [tɬ͡] en la boca está indicada con el n.º 4.

- Su modo de articulación es africado, lo que significa que se produce primero una oclusión, al impedir el paso del aire, y después dejándolo pasar repentinamente a través de una vía estrecha causando una fricación.
- Su punto de articulación es alveolar, lo que significa que se articula con la punta de la lengua apoyada en la cresta alveolar.
- Su fonación es sorda, lo que significa que se produce sin la vibración de las cuerdas vocales.
- Es una consonante oral, lo que significa que el aire se escapa solo por la boca.
- Es una consonante lateral, lo que significa que se produce dejando el aire pasar por los laterales de la lengua.

## Presencia
La africada lateral-alveolar sorda es una africada presente en algunas lenguas amerindias, como el náhuatl y muchas lenguas al noroeste del actual estado estadounidense de Oregón (kwakiutl, salish del interior, lenguas sahaptianas, kutenai, cayuse, klamath, etc.) y algunas lenguas caucásicas.
En español aparece siempre al terminar una sílaba con la terminación «tl», como «náhuatl», y aparece en algunos dialectos del español mexicano en la cadena «tl» por influencia de lenguas indígenas.
El akhvakh o ajvajo (Caucásico nororiental) posee cuatro africadas laterales en oposición fonológica debido a la presencia de eyectividad  e intensidad (geminada/tensa) entre las africadas laterales: /tɬ͡, tɬ͡ː, tɬ͡ʼ, tɬ͡ːʼ/